# Vilichi Szent Adelheid
Vilichi Szent Adelheid (latinul: Adelheidis, németül: Adelheid von Vilich), (970 körül – Köln, 1015. február 5.) szentként tisztelt középkori német apátnő.
Köln városában született gazdag és jámbor szülők gyermekeként. Már fiatal korában szerzetesrendbe lépett, és egymás után több Rajna menti kolostornak volt a főnöknője. Bölcsessége és szent élete mellett a szegények iránti irgalmasságát dicsérik a korabeli krónikák. 1015-ben hunyt el mintegy 45 éves korában. A római katolikus egyház szentként tiszteli, és halála napján üli meg emlékét.